# Finska mästerskapet i bandy 1974/1975
Finska mästerskapet i bandy 1974/1975 spelades som dubbelserie. OLS vann mästerskapet. HIFK:s Veikko Niemikorpi vann skytteligan med 38 mål.

## Mästerskapsserien

### Slutställning
| Lag                  | Spelade | Vinster | Oavgjorda | Förluster | Målskillnad | Poäng |
| -------------------- | ------- | ------- | --------- | --------- | ----------- | ----- |
| OLS                  | 14      | 12      | 1         | 1         | 104–27      | 25    |
| IFK Helsingfors      | 14      | 10      | 2         | 2         | 79–34       | 22    |
| Warkauden Pallo -35  | 14      | 8       | 1         | 5         | 55–38       | 17    |
| Veitsiluodon Vastus  | 14      | 7       | 2         | 5         | 48–35       | 16    |
| Lappeenrannan Pallo  | 13      | 6       | 1         | 6         | 44–32       | 13    |
| Borgå Akilles        | 13      | 4       | 1         | 8         | 29–77       | 9     |
| Mikkelin Palloilijat | 12      | 1       | 0         | 11        | 18–72       | 2     |
| OPS                  | 12      | 1       | 0         | 11        | 12–74       | 2     |

Matcherna MP-Akilles, MP-OPS och LaPa-OPS spelades inte på grund av problem med isen. Inget av lagen åkte ur serien. Nykomling blev ToPV.

## Finska mästarna
OLS: Seppo Jolkkonen, Raimo Ikonen, Tuomo Lämsä, Pertti Härkönen, Antti Ervasti, Timo Okkonen, Toivo Orava, Yrjö Ervasti, Pekka Vartiainen, Matti Alatalo, Eero Hamari, Seppo Rounaja, Ilkka Marttila, Mauri Sorppanen, Ari Kuokkanen, Matti Karhumaa.

## Kval
Finlandsseriens tre gruppvinnare möttes i en enkelserie
| Lag                   | Spelade | Vinster | Oavgjorda | Förluster | Målskillnad | Poäng | ToPV | PaSa | Vesta |
| --------------------- | ------- | ------- | --------- | --------- | ----------- | ----- | ---- | ---- | ----- |
| Tornion Palloveikot   | 2       | 1       | 0         | 1         | 9-6         | 2     |      | 3-5  | 6-1   |
| Imatran Pallo-Salamat | 2       | 1       | 0         | 1         | 6-6         | 2     | -    |      | 1-3   |
| Kulosaaren Vesta      | 2       | 1       | 0         | 1         | 4-7         | 2     | -    | -    |       |

Skiljematch: ToPV - PaSa 6-3. ToPV nådde för första gången Finlands högstadivision i bandy.

### Fotnoter
1. ↑  finbandy.fi